# 兰桂大道站
蘭桂大道站是重庆轨道交通9号线的一个中途站，该站于2023年1月18日开通运营。